# 윌리엄 매기어 트위드
윌리엄 매기어 트위드(영어: William Magear Tweed, 1823년 4월 3일 ~ 1879년 4월 12일)는 미국의 정치인이다. 19세기의 미국의 뉴욕 시 및 뉴욕주를 좌우한 미국 민주당의 초거물이었다. 뉴욕 시에서 셋째 가는 지주로서 억만장자였으며, 이리 철도 중역, 제10전국은행 중역, 뉴욕 인쇄회사 중역, 메트로폴리탄 호텔 소유주도 겸했다.

## 생애
1823년 뉴욕의 아일랜드계 이민자 집안에서 태어난 윌리엄 M. 트위드는 소방관으로 일했다. 이후 미국 소재의 대학교를 졸업하고, 미국 좌파 민주당에 입당했다. 1852년 하원의원에 오르게 되었고, 1858년 민주당 당내 계파인 태머니 홀의 영주(領主) 격인 영수가 되었다. 1867년 뉴욕주 상원의원으로 선출되어 재임하였다.
1877년 뉴욕 시의 금고에서 2,500만 ~ 4,500만 달러를 횡령한 혐의로 유죄를 선고받았다. 훗날 밝혀진 바로는 실제 횡령 액수는 2억 달러였다. 이후 정치 보복을 당했고, 1879년 폐렴으로 별셉하여 미국 사회에 엄청난 충격을 주었다.
횡령을 했다는 어두운 면이 있으나, 사이비 탄압과 뉴욕시 발전 등에 기여한 정치인으로서, 세계사와 미국의 위인전에 등제되어 있다.

## 역대 선거 결과
| 선거명      | 직책명                    | 대수  | 정당   | 득표율 | 득표수   | 결과 | 당락                 |
| ----------- | ------------------------- | ----- | ------ | ------ | -------- | ---- | -------------------- |
| 1852년 선거 | 하원의원 (뉴욕 제9선거구) | 33대  | 민주당 | 51.59% | 5,394표  | 1위  | 뉴욕주 하원의원 당선 |
| 1867년 선거 | 상원의원 (뉴욕 제4부)     | 127대 | 민주당 | 62.69% | 16,144표 | 1위  | 뉴욕 주의원 당선     |